# Kobiece kłopoty
Kobiece kłopoty (ang. Female Trouble) – amerykańska komedia kryminalna z 1974 roku w reżyserii Johna Watersa. Film dedykowany był członkowi rodziny Mansona, Charlesowi "Teksowi" Watsonowi. Zdjęcia kręcono w Baltimore.

## Obsada
- Divine − Dawn Davenport/Earl Peterson
- David Lochary − Donald Dasher
- Mary Vivian Pearce − Donna Dasher
- Mink Stole − Taffy Davenport
- Edith Massey − Ida Nelson
- Cookie Mueller − Concetta
- Susan Walsh − Chiclet Fryer

## Informacje dodatkowe
- Fragment filmu wykorzystano w dokumencie Homoseksualna X muza (2006). W owym projekcie Kobiece kłopoty zostały także przytoczone jako przykład filmu istotnego dla kina o tematyce LGBT.
- Divine, bez pomocy dublera, wykonał większość swoich scen kaskaderskich.